# Tyler Christopher (Leichtathlet)
Tyler Christopher (* 3. Oktober 1983 in Chilliwack, Kanada) ist ein kanadischer Leichtathlet.
Christopher ist ein 400-Meter-Läufer, der seinen internationalen Durchbruch bei den Weltmeisterschaften 2005 in Helsinki erlebte. Nachdem er in den Vorläufen die beste Zeit aller Starter lief, wurde er im Finale Dritter hinter Olympiasieger Jeremy Wariner und Andrew Rock. In diesem Lauf stellte Christoper mit 44,44 s einen neuen kanadischen Rekord auf.
Er hat bei einer Größe von 1,88 m ein Wettkampfgewicht von 80 kg.

## Persönliche Bestzeiten
- 150 m: 15,17 s
- 200 m: 20,49 s
- 300 m: 31,77 s
- 400 m: 44,44 s